# Jintan
Jintan (金坛 ; pinyin : Jīntán) est une ville de la province du Jiangsu en Chine. C'est une ville-district placée sous la juridiction de la ville-préfecture de Changzhou.

## Démographie
La population du district était de 543 212 habitants en 1999.